# Ветров, Николай Иванович
Никола́й Ива́нович Ве́тров (15 августа 1937, пос. Тальцы, Иркутский район, Восточно-Сибирская область — 3 февраля 2012, Москва) — советский и российский юрист, специалист по криминологии; доктор юридических наук (1982); начальник кафедры уголовного права Московского университета МВД России; заведующий кафедрой публичного права юридического факультета Института экономики, управления и права Российского государственного гуманитарного университета (РГГУ), полковник милиции и заслуженный деятель науки Российской Федерации.

## Карьера
С 1960 по 1971 год работал в органах комсомола — сначала в Иркутске, а затем и в Свердловске, был первым секретарем Верх-Исетского райкома ВЛКСМ. После этого был инструктором ЦК ВЛКСМ. Занимался работой с несовершеннолетними подростками.
В 1967 году Ветров начал работать в советских органах внутренних дел начальником отдела по делам несовершеннолетних в Главном управлении уголовного розыска МООП СССР и в 1973 году занял пост главного редактора журнала «Советская милиция», выпускавшегося советским МВД.
В 1984 году Ветров получил пост начальника кафедры уголовного права московского Юридического института МВД России — занимал данный пост в течение 18 лет. После создания на базе института Московского университета МВД России, занимал позицию профессора на кафедре уголовного права; входил в состав ряда диссертационных советов и состоял членом экспертного совета при ВАК РФ (более 15 лет).
Участвовал в подготовке проекта Уголовного кодекса России и закона «О борьбе с коррупцией», работал в РГГУ заведующим кафедрой публичного права юридического факультета Института экономики, управления и права; являлся членом криминологической ассоциации России. Был награждён орденом «Знак Почета» и рядом медалей — был удостоен звания «Заслуженный деятель науки Российской Федерации».
Был членом Союза журналистов РФ.

## Образование и научная деятельность
В 1960 году он стал выпускником Свердловского юридического института (сегодня — Уральский государственный юридический университет).
В 1969 году он защитил в Свердловском юридическом институте кандидатскую диссертацию, выполненную под научным руководством профессора Митрофана Ковалёва, на тему «Формы участия общественности в предупреждении преступлений среди молодежи: на материалах деятельности комсомольских организаций» — стал кандидатом юридических наук. В 1982 году Николай Ветров успешно защитил докторскую диссертацию по вопросам уголовной ответственности несовершеннолетних — на тему «Профилактика правонарушений среди молодежи как научно управляемый процесс» — стал доктором юридических наук.
Николай Ветров являлся автором и соавтором более 150 (по другим данным — около 200) научных и учебно-методических работ; он специализировался на уголовном праве и уголовной политике — а также и на вопросах борьбы с преступностью среди несовершеннолетних.
Являлся соавтором и научным редактором 8 учебников по уголовному праву для юридических ВУЗов; также руководил изданием комментария к уголовному кодексу РФ.
Поскольку сущность и направления превентивной теории и практической деятельности связаны с рассмотрением правонарушений и преступлений в «широком контексте» их социального развития, Ветров определял профилактику преступлений как «процесс государственно-общественный, основная направленность которого — устранение из жизни причин и условий, способствующих отклонению в поведении человека и совершению им преступлений и иных правонарушений»:
- Профилактика правонарушений среди молодежи / Н. И. Ветров. — М. : Юрид. лит., 1980. — 182 с.
- Уголовное право. Общая часть. Учебник. Колл. авторов. — М.: Новый юрист, 1997. — 592 с., ISBN 5-7969-0004-8.
- Уголовное право. Особенная часть. Учебник. Колл. авторов. — М.:Новый юрист, 1998. — 768 с., ISBN 5-7969-0020-X.
- Комментарий к Уголовному кодексу Российской Федерации. Научно-практический (постатейный). Авт. коллектив. — М.: Юриспруденция, 2016. — 1040 с., ISBN 978-5-9516-0735-5.

## Награды и звания
- Почетный профессор Юридического института[3]
- Орден «Знак Почета»[3]
- Нагрудный знак «Заслуженный работник МВД»[3]
- Заслуженный деятель науки Российской Федерации[3]

## Семья
- Жена: Ветрова Лидия Петровна, 29.11.1936 — 16.12.2010. Врач-терапевт, преподаватель Медицинского колледжа № 1 г. Москвы.
  - Сын: Ветров Дмитрий Николаевич, 1963 г.р., кандидат юридических наук, адвокат, почетный адвокат России (2004 г.).
    - Внучки: Анна Дмитриевна, 2001 г.р., студент Юридического факультета МГУ им. Ломоносова; Варвара Дмитриевна, 2006 г.р., студент Медицинского института РУДН.